# Solidarité européenne
Pour les articles homonymes, voir Union panukrainienne.
Solidarité européenne (ukrainien : Європейська солідарність, ЄС) , jusqu'en 2019 Bloc Petro Porochenko « Solidarité » (Бло́к Петра́ Пороше́нка «Солідарність», БПП-С), est un parti politique ukrainien dirigé par Petro Porochenko.
Fondé en 2000 sous le nom de Parti panukrainien de la paix et de l'unité (HPEM), il est renommé en Alliance nationale de la liberté et du patriotisme ukrainien « Offensive » (NASTUP) en 2007.
En 2014, peu après la dissolution de son parti Solidarité, qui n'était plus actif depuis des années, Petro Porochenko prend le contrôle et restructure le NASTUP, qu'il rebaptise du nom de son ancien parti. Porochenko est élu président de l’Ukraine la même année.

## Histoire
Le Parti panukrainien de la paix et de l'unité (Всеукраїнська партія миру i єдності, HPEM) tient son congrès fondateur le 29 janvier 2000. Il est enregistré le 5 mai 2000. Sa première dirigeante est Lyoudmyla Iankovska.
Il n'est pas autorisé à participer aux élections législatives de 2002 au sein de l'alliance « Arc-en-ciel ». Aux élections de 2006, faisant partie du Bloc Iouri Karmazine, il n'obtient pas de député. Il en est de même l'année suivante au sein du Bloc Communauté panukrainienne. Il ne participe pas aux élections législatives de 2012.
En 2007, le HPEM est renommé Alliance nationale de la liberté et du patriotisme ukrainien « Offensive » (Національний Альянс свободи та Українського Патріотизму «НАСТУП», NASTUP).
En 2013, après plus de dix ans d'absence d’activité électorale, le parti Solidarité, fondé par Petro Porochenko, n’est plus enregistré comme parti politique. Cette situation conduit Porochenko, qui est alors député, à prendre la tête de la NASTUP, qu'il fait renommer en Union panukrainienne « Solidarité » (Всеукраїнське об’єднання «Солідарність», BOS) courant 2014,,. Le BOS est ainsi couramment appelé sous la dénomination de « Solidarité », à l'instar du parti défunt,,. Cependant, son existence est virtuelle.
Le 27 août 2014, en vue des élections législatives à venir, le BOS devient le Bloc Petro Porochenko (BPP). En septembre 2014, le parti forme une coalition électorale avec l'Alliance démocratique ukrainienne pour la réforme (UDAR) de Vitali Klitschko. Le 28 août 2015, après la fusion avec l'UDAR, Vitali Klitschko succède à Iouri Loutsenko à la tête du parti, renommé en « Bloc Petro Porochenko « Solidarité » en mars 2015. Celle-ci reprend cependant son indépendance en vue des élections législatives de 2019.
Avec le Front populaire, il remporte les élections législatives de 2014. En 2016, alors que plusieurs membres du parti sont visés par des affaires de corruption, le parti doit face à la fin du soutien au gouvernement de ses anciens alliés, le parti de Ioulia Tymochenko et le parti nationaliste Autodéfense.
Le 24 mai 2019, en vue des élections législatives de juillet, le parti prend le nom de Solidarité européenne. Le 31 mai, Petro Porochenko est élu à sa tête.

## Dirigeants
- à partir de 2000 : Lyoudmyla Iankovska
- à partir de 2013 : Ivanenko Iouriyovytch, Sekel Mikhailovytch et Iouri Khorlikov
- 2014-2015 : Iouri Loutsenko
- 2015-2019 : Vitali Klitschko
- depuis 2019 : Petro Porochenko

## Résultats électoraux

### Élections présidentielles
| Année | Candidat         | Premier tour | Premier tour | Premier tour | Second tour | Second tour | Second tour |
| Année | Candidat         | Voix         | %            | Rang         | Voix        | %           | Issue       |
| ----- | ---------------- | ------------ | ------------ | ------------ | ----------- | ----------- | ----------- |
| 2014  | Petro Porochenko | 9 857 308    | 54,70        | 1er          |             |             |             |
| 2019  | Petro Porochenko | 3 014 609    | 15,95        | 2e           | 4 522 320   | 24,45       | Battu       |

### Élections législatives
| Année | Coalition                      | Voix    | Mandats   | Rang | Gouvernement                                      |
| ----- | ------------------------------ | ------- | --------- | ---- | ------------------------------------------------- |
| 2006  | Bloc Iouri Karmazine           | 0,65 %  | 0 / 450   | 13e  | Extra-parlementaire                               |
| 2007  | Bloc Communauté panukrainienne | 0,05 %  | 0 / 450   | 19e  | Extra-parlementaire                               |
| 2014  | -                              | 21,81 % | 132 / 450 | 2e   | Iatseniouk II (2014-2016) et Hroïsman (2016-2019) |
| 2019  | -                              | 8,10 %  | 25 / 450  | 4e   | Opposition                                        |

### Élections locales
| Année | %    | Élus         | Rang |
| ----- | ---- | ------------ | ---- |
| 2020  | 9,21 | 2903 / 42501 | 5e   |

## Logos

Logo de 2014 à 2015.
Logo de 2015 à 2019.
Logo de 2019 à 2021.
Logo depuis 2021.